# Montreux Volley Masters 2001
Il Monterux Volley Masters di pallavolo femminile 2001 si è svolto dal 12 al 17 giugno 2001 a Montreux, in Svizzera. Al torneo hanno partecipato 8 squadre nazionali e la vittoria finale è andata per l'ottava volta a Cuba.

## Squadre partecipanti
- Cina
- Croazia
- Cuba
- Giappone
- Italia
- Paesi Bassi
- Russia
- Stati Uniti

## Gironi
| Girone A                           | Girone B                      |
| ---------------------------------- | ----------------------------- |
| Giappone Italia Russia Stati Uniti | Cina Croazia Cuba Paesi Bassi |

## Fase finale

### Finali 1º e 3º posto
|  | Semifinali | Semifinali | Semifinali |        |      | Finale 1º/2º posto | Finale 1º/2º posto | Finale 1º/2º posto |  |
|  |            |            |            |        |      |                    |                    |                    |  |
|  | Cuba       | Cuba       | 3          |        |      |                    |                    |                    |  |
|  | Cuba       | Cuba       | 3          |        |      |                    |                    |                    |  |
|  | Giappone   | Giappone   | 1          |        |      |                    |                    |                    |  |
|  | Giappone   | Giappone   | 1          |        | Cuba | Cuba               | 3                  |                    |  |
|  |            |            |            |        | Cuba | Cuba               | 3                  |                    |  |
|  |            |            | Russia     | Russia | 1    |                    |                    |                    |  |
|  | Russia     | Russia     | Russia     | Russia | 1    | 3                  |                    |                    |  |
|  | Russia     | Russia     |            |        |      | 3                  |                    |                    |  |
|  | Cina       | Cina       | 0          |        |      | Finale 3º/4º posto | Finale 3º/4º posto | Finale 3º/4º posto |  |
|  | Cina       | Cina       | 0          |        |      |                    |                    |                    |  |
|  |            |            |            |        |      |                    |                    |                    |  |
|  |            |            |            |        |      | Giappone           | Giappone           | 3                  |  |
|  |            |            |            |        |      | Giappone           | Giappone           | 3                  |  |
|  |            |            |            |        |      | Cina               | Cina               | 2                  |  |

### Finale 5º posto
|  | Semifinali  | Semifinali  | Semifinali |        |             | Finale      | Finale | Finale |  |
|  |             |             |            |        |             |             |        |        |  |
|  | Italia      | Italia      | 3          |        |             |             |        |        |  |
|  | Italia      | Italia      | 3          |        |             |             |        |        |  |
|  | Paesi Bassi | Paesi Bassi | 1          |        |             |             |        |        |  |
|  | Paesi Bassi | Paesi Bassi | 1          |        | Stati Uniti | Stati Uniti | 3      |        |  |
|  |             |             |            |        | Stati Uniti | Stati Uniti | 3      |        |  |
|  |             |             | Italia     | Italia | 2           |             |        |        |  |
|  | Stati Uniti | Stati Uniti | Italia     | Italia | 2           | 3           |        |        |  |
|  | Stati Uniti | Stati Uniti |            |        |             |             |        |        |  |
|  | Croazia     | Croazia     | 0          |        |             |             |        |        |  |

## Classifica finale
| Classifica | Squadre     |
| ---------- | ----------- |
|            | Cuba        |
|            | Russia      |
|            | Giappone    |
| 4          | Cina        |
| 5          | Stati Uniti |
| 6          | Italia      |
| 7          | Paesi Bassi |
| 7          | Croazia     |